# Карагуш
Карагуш (баш. Ҡарағош) — село в Стерлибашевском районе Башкортостана, административный центр Карагушского сельсовета.

## История
Деревня  основана мишарями в 1756 г. на основе договора с башкирами Юрматынской волости о продаже им земли. Название в переводе с башкирского обозначает черную птицу или орла. В 1816 г. жило 453 мишаря в 61 дворе, 14 тептярей в 4 дворах (д. 306, 321). К VIII ревизии мишарей насчитывался 1131 человек в 202 дворах. Из них двоеженство наблюдалось в 21 семье (10,4 %).
В 1813 года вышел указ о пожаловании участникам освобождения русской земли от нашествия Наполеона наградной медали «В память отечественной войны 1812 года». Жители деревни Карагуш Афлятун Туктаров и Мухаметамин Ибрагимов из 1-го мишарского полка были награждены данными медалями.
1-й мишарский полк с освобождением г. Москвы от французов нёс там гарнизонную службу. 
В «Списке населенных мест по сведениям 1870 года», изданном в 1877 году, населённый пункт упомянут как деревня Карагушева 4-го стана Стерлитамакского уезда Уфимской губернии. Располагалась при речке Карагуше, в 56 верстах от уездного города Стерлитамака и в 25 верстах от становой квартиры в селе Васильевское (Бондаревка). В деревне, в 192 дворах жили 1246 человек (638 мужчин и 608 женщин, татары, мещеряки, тептяри), были 2 мечети, 2 училища, 6 водяных мельниц, 10 лавок, проводились базары по понедельникам. Жители занимались земледелием, скотоводством, пчеловодством.

## Население
| 2002 | 2009 | 2010 |
| ---- | ---- | ---- |
| 658  | ↘620 | ↘567 |

Согласно переписи 2002 года, преобладающая национальность — татары (90 %).

## Географическое положение
Расстояние до:
- районного центра (Стерлибашево): 19 км,
- ближайшей ж/д станции (Стерлитамак): 76 км.

## Религия
В селе есть мечеть.